# Меліна Робер-Мішон
Мелі́на́ Робе́р-Мішо́н (фр. Mélina Robert-Michon, нар. 18 липня 1979, Ліон, Франція) — французька легкоатлетка, яка спеціалізується на метанні диска, срібна призерка Олімпійських ігор 2016 року, призерка чемпіонату світу та Європи.

## Виступи на Олімпіадах
| Олімпіада   | Дисципліна    | Місце             |
| ----------- | ------------- | ----------------- |
| Сідней 2000 | метання диска | 29 (кваліфікація) |
| Афіни 2004  | метання диска | 31 (кваліфікація) |
| Пекін 2008  | метання диска | 8                 |
| Лондон 2012 | метання диска | 5                 |
| Ріо 2016    | метання диска | 2                 |